# Vad pappa vet om kärlek
Vad pappa vet om kärlek var en tvåmans-revy med Karl Gerhard och Jules Sylvain alternativt en "revyartad komedi" som spelades från den 17 november 1962 på Vasateatern i Stockholm. Gerhard och Sylvain hade samarbetat under 1930-talet och skrivit bland annat Nu ska vi vara snälla och Han är ett bedårande barn av sin tid tillsammans. Samarbetet återupptogs på 1960-talet och i den nya revyn presenterade de nyskrivna visor.